# 1859 en sport
Cet article présente les faits marquants de l'année 1859 en sport.

## Aviron
- 15 avril : The Boat Race entre les équipes universitaires d'Oxford et de Cambridge. Oxford s'impose[1].
- 26 juillet : régate universitaire entre Harvard et Yale. Harvard s'impose[2].
- Première course d’aviron mettant aux prises des clubs français et anglais.

## Baseball
- 12 octobre : les Brooklyn Atlantics remportent le 3e championnat de baseball de la NABBP avec 11 victoires et 1 défaite[3].
- Novembre : fondation à San Francisco du club de baseball « The Eagle Baseball Club »[4].

## Boxe
- 4 avril : John Morrissey annonce sa retraite et abandonne le titre de Champion d'Amérique, que l'on attribue à son challengeur le plus proche John C. Heenan[5].
- 5 avril : Le champion anglais Tom Sayers défend son titre, en battant Benjamin en 11 rounds[6].
- 20 octobre : Le champion anglais Tom Sayers défend son titre, en battant Bob Brettle en 7 rounds[6].

## Cricket
- Première tournée anglaise d'une sélection canadienne de cricket[7].
- Le Surrey County Cricket Club est sacré champion de cricket en Angleterre[8].
- Septembre/octobre : première tournée de l’équipe d'Angleterre de cricket en Amérique du Nord. Les Anglais, qui affrontent notamment Montréal, New York et Buffalo, ne signent que des victoires[9].

## Football
- Fondation du club anglais de football de Forest FC (futur Wanderers Football Club) à Londres[10].

## Football australien
- 14 mai : fondation du Melbourne Football Club
- 17 mai : les règles du Football australien sont codifiés.
- 15 juin : fondation du club de Castlemaine Football Club.
- 18 juillet : fondation du club australien de Geelong Football Club[11].

## Jeux olympiques
- 19 août : le gouvernement grec donne un avis favorable à l’idée de rénovation des Jeux olympiques. Ce projet est initié et financé par un riche commerçant grec : Evángelos Záppas[12].
- 15 novembre : début des compétitions sportives des Jeux olympiques dit de Zappas. Cette réunion qui rassemble toutes les provinces grecques s’ouvre dès le 1er octobre avec des concours artistiques et techniques. Le programme des épreuves athlétiques comprend des courses de vitesse et de demi-fond, du saut en longueur et du lancer de javelot, mais aussi une course en sac et un grimper à un mât de cocagne. Ces épreuves se déroulent sur la place Saint-Louis d’Athènes. À noter le décès sur la ligne d’arrivée d’un concurrent au terme d’une course de demi-fond d’environ 1500 m. Ces compétitions connaissent un échec cuisant[13].

## Joutes nautiques
- Août : Martin, dit lou Gauche, remporte le Grand Prix de la Saint-Louis à Sète[14].

## Crosse
- Le Parlement du Canada désigne la crosse comme le sport national canadien[15].

## Omnisports
- 30 avril : premier numéro du journal sportif anglais Sporting Life[16].

## Polo
- Fondation du club de polo de « Cachar Club ». Ce club britannique est localisé en Inde (Assam)[17].

## Sport hippique
- Angleterre : Musjid gagne le Derby d'Epsom[18].
- Angleterre : Half Caste gagne le Grand National[19].
- France : Black Prince gagne le Prix du Jockey Club[20].
- France : Géologie gagne le Prix de Diane[21].

## Naissances
- 7 février : Frank Hancock, joueur de rugby gallois. († 29 octobre 1943).
- 7 avril : Walter Camp, joueur de football U.S, entraîneur et codificateur des règles américain. († 14 mars 1925).
- 29 avril : Rupert Anderson, footballeur anglais. († 23 décembre 1944).
- 16 mai : Horace Hutchinson, golfeur anglais. († 27 juillet 1932).
- 15 juin : Paul Medinger, cycliste sur route français. († 27 avril 1895).
- 4 juillet : Mickey Welch, joueur de baseball américain. († 30 juillet 1941).
- 10 août : Larry Corcoran, joueur de baseball américain. († 14 octobre 1891).
- 15 août : Charles Comiskey, joueur de baseball américain. († 26 octobre 1931).
- 27 août : Clarence Clark, joueur de tennis américain. († 29 juin 1939).
- 15 septembre : August von Gödrich, cycliste sur route allemand. († 16 mars 1942).
- 23 septembre : Archie Hunter, footballeur écossais. († 29 novembre 1894).
- 27 novembre : Henry Cursham, footballeur  et joueur de cricket anglais. († 6 août 1941).
- 19 décembre : Tom Pettitt, joueur de paume et de tennis britannique. († 17 octobre 1946).